# Nyakokombo
Nyakokombo è un comune del Camerun, che fa parte del dipartimento di Nyong e Mfoumou nella regione del Centro.